# En ny dag truer
En ny dag truer (originaltitel Groundhog Day) er en amerikansk romantisk komedie af Harold Ramis fra 1993, med Bill Murray og Andie MacDowell i hovedrollerne.

## Handling
Phil Conners (Bill Murray) er tilsyneladende fanget i en "tidssløjfe", for hver eneste morgen han vågner, er det den præcis samme dag som dagen før. Som ignorant og selvtilfreds journalist var han med sit hold, deriblandt den smukke Rita (Andie MacDowell), taget til en lille amerikansk flække for at dække deres såkaldte "Groundhog day", der bebuder forårets komme. Vejret tvinger dem dog til at overnatte i byen, og dagen efter gentager den samme dag sig.

## Medvirkende
- Bill Murray – Phil Connors
- Andie MacDowell – Rita
- Chris Elliott – Larry
- Stephen Tobolowsky – Ned Ryerson
- Brian Doyle-Murray – Buster Green
- Rick Ducommun – Gus
- Rick Overton – Ralph
- Robin Duke – Doris, servitrisen
- Marita Geraghty – Nancy Taylor
- Angela Paton – Mrs. Lancaster
- David Pasquesi – psykolog
- Harold Ramis – neurolog